# Ґетане Кебеде
Ґетане Кебеде (амх. ጘታነህ ኸበደ; 2 квітня 1992, Аддис-Абеба) — ефіопський футболіст, нападник «Волкайт Сіті» та збірної Ефіопії.

## Кар'єра

### Клубна
Футбольну кар'єру Кебеде розпочав у клубі «Дебаб Поліс» (Аддис-Абеба), з якого перейшов до іншої місцевої команди «Дедебіт». У сезоні 2012/13 Гетані виграв з ним чемпіонат Ефіопії, кубок Ефіопії, став найкращим бомбардиром чемпіонату і був визнаний найкращим гравцем турніру.
13 липня 2013 року Кебеде перейшов до південноафриканського клубу «Бідвест Вітс». 4 серпня він дебютував за свій новий клуб, вийшовши на заміну в перерві матчу проти «Платінум Старз». 17 вересня забив свій перший м'яч за «Бідвест», зрівнявши рахунок на останній хвилині матчу з «АмаЗулу».
У сезоні 2015/16 його віддали в оренду у клуб «Юніверситі оф Преторія», за який він забив 4 м'ячі в 12 іграх, після чого 8 вересня 2016 року повернувся в клуб «Дедебіт».
14 серпня 2018 року «Сент-Джордж» оголосив, що підписали з Ґетане дворічний контракт, а по його завершенню, з 29 вересня 2021 року, став виступати в іншому ефіопському клубі «Волькіте Сіті».

### Міжнародна
За національну збірну дебютував 4 грудня 2010 року в грі Кубку КЕСАФА проти Малаві (1:1).
У 2012 році, пройшовши за сумою двох зустрічей збірну Судану, ефіопці вперше з 1982 року отримали право виступити на Кубку африканських націй 2013 року. Кебеде зробив свій внесок в успіх команди, забивши 2 м'ячі в гостьовій зустрічі з Суданом. Потрапивши у заявку на турнір, Гетані взяв участь у всіх трьох матчах своєї збірної.
У рамках відбору до чемпіонату світу 2014 року збірна Ефіопії стала переможцем групи А, де їй протистояли збірні ПАР, Ботсвани та ЦАР. Кебеде провів 5 ігор та забив 5 м'ячів. У вирішальному, третьому раунді відбору ефіопці поступилися збірною Нігерії і не вийшли на «мундіаль».
Згодом у складі збірної брав участь у Кубку африканських націй 2021 року в Камеруні, забивши гол з пенальті у матчі проти Буркіна-Фасо (1:1), втім ефіопці посіли останнє місце у групі і не змогли вийти в плей-оф.

## Досягнення

### Командні
- Чемпіон Ефіопії (1): 2012—2013
- Володар кубка Ефіопії (1): 2012—2013

### Особисті
- Найкращий бомбардир чемпіонату Ефіопії (1): 2012/13
- Найкращий гравець чемпіонату Ефіопії (1): 2012/13